# Пантелєєв Іван Миколайович
Іван Миколайович Пантелєєв (1 грудня 1981, Ясинуватський район, Донецька область, УРСР — 20 лютого 2014, Київ, Україна) — український громадянин, рок-музикант, соліст групи «Небо Мінуса». Учасник Євромайдану. Герой України.

## Біографія
Виріс у Краматорську, а останні п'ять років жив у селі Дмитрівка з бабусею, за якою треба було доглядати. Іван мріяв про свій рок-гурт. Він грав на різних музичних інструментах, складав вірші й музику. Мріяв про те, що група буде відомою, а його пісні популярними. Іван поїхав до Києва 10 грудня після того як дізнався про силовий розгін Євромайдану вночі 30 листопада 2013 року. Ваня говорив, що там образили людей, і він хоче допомогти їм, захистити. Тому й поїхав. Весь час, поки Ваня був у Києві, він жив у наметі на вулиці Інститутській. У день святого Миколая йому подзвонила сестра і запропонувала повернутися, на що він відповів: «Тут побили дівчинку — журналістку, ми допомогли їй. Я не можу повернутися. Я повинен бути тут». Там же він познайомився з Володимиром Чаплінським з Обухова. Чоловіки здружилися, допомагали протестуючим, разом їздили додому до Володимира і його родини. «Я постійно стежила за подіями в Києві, переживаючи за Ваню», — каже його сестра Світлана. — «Ми періодично зідзвонювалися, але коли починався наступ, тільки обмінювалися короткими смс. Ваня сильно змінився за цей час. Раніше у нього була коротка стрижка. На початку лютого він подзвонив мені і сказав, що поголився наголо, залишивши „оселедець“». З 13 лютого рідні Івана постійно стежили за ситуацією в Києві. На прохання повернутися додому хлопець відповідав відмовою. Коли «Беркут» пішов у наступ, відтіснивши протестуючих, Іван розповідав про це сестрі і з жалем зазначив: «Тепер у нашому наметі ночують „вони“», маючи на увазі військових. Востаннє Ваня вийшов на зв'язок із сестрою вранці 19 лютого. Тоді він сказав: «Ну, нічого, не хвилюйся. У мене все добре. Нас тут на ніч поселили люди». Світлана каже, що всю ніч з 19 на 20 лютого, коли на Майдані люди молилися, вона дивилася пряму трансляцію, дуже неспокійно тоді було в неї на душі. Наступного дня Ваня загинув. Його вбили пострілом у серце на вулиці Інститутській. Того ж дня в результаті поранення в шию загинув і його друг Володимир, з яким вони весь час були разом на Майдані.
У Краматорську в Івана залишилося багато друзів. Один з них, Володимир, каже, що вони з Ванею збиралися разом їхати до Києва, але потім хлопець не зміг вирушити на Майдан, і Іван виїхав один. Перед від'їздом він сказав другові: «Вова, я відчуваю, що я повинен бути там». Друзі хлопця кажуть, що Ваня був патріотом, він хотів допомогти людям, які стояли на Майдані. За словами Володимира, ніякої зброї у його друга не було. «Ми часто спілкувалися з ним, але він жодного разу не сказав про зброю. Думаю, якби щось було, він би обов'язково сказав» За кілька днів до загибелі Іван зателефонував другу і сказав, що за чутками, очікується наступ «Беркута». «Може, не побачимося більше», — сказав тоді Ваня, але його друг не знав ще, чим обернуться ці слова і тільки спробував підбадьорити товариша. У суботу він дізнався, що Вані більше немає в живих.

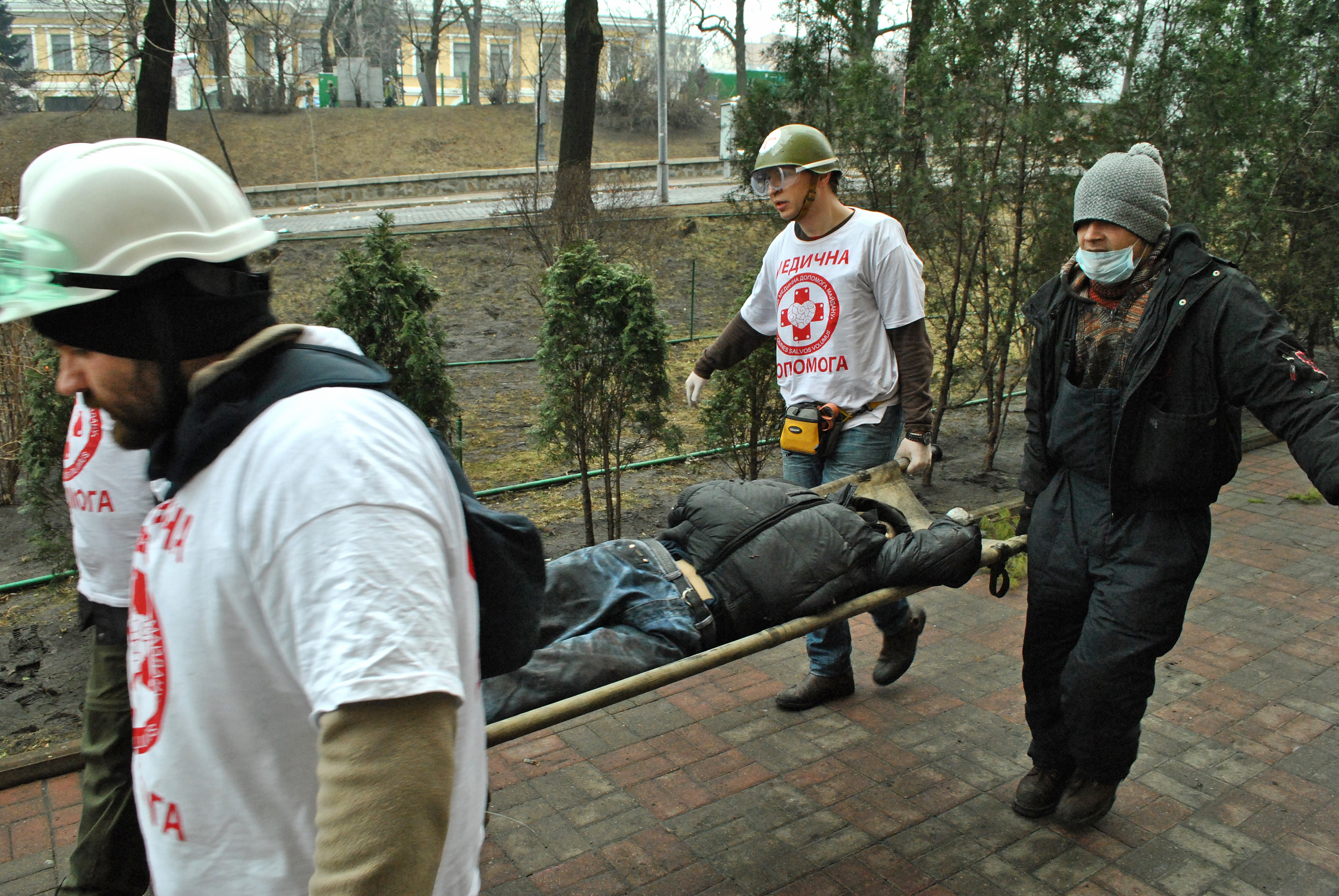
Медики виносять з Інститутської смертельно пораненого Івана Пантелєєва

Загинув на Інститутській під час протистоянь 20 лютого 2014 року на Євромайдані.
Тіло ідентифіковане в готелі Україна. За свідченням лікарів та його матері — в тілі мав сім куль (від голови до ніг).

## Вшанування пам'яті
- 26 листопада 2015 року в Краматорську у школі № 10, де навчався І. Пантелєєв, було відкрито меморіальну дошку на його честь, а також, у машинобудівному коледжі Донбаської машинобудівної академії. На місці поховання у с. Дмитрівка встановлено пам'ятник.

### Нагороди
- Звання Герой України з удостоєнням ордена «Золота Зірка» (21 листопада 2014, посмертно) — за громадянську мужність, патріотизм, героїчне відстоювання конституційних засад демократії, прав і свобод людини, самовіддане служіння Українському народу, виявлені під час Революції гідності[2]
- Медаль «За жертовність і любов до України» (УПЦ КП, червень 2015) (посмертно)[3]